# Hans-Joachim Neumann
Hans-Joachim "Neumi" Neumann (född 15 juni 1952 i Berlin, Tyskland) är en tysk rockmusiker.
Neumi var känd som sångare i banden College Formation (1972–1973) och Karat (1975–1977).
År 1990 grundade han, tillsammans med Norbert Endlich från det östtyska bandet H&N, projektet Neuend-Production.